# Катастрофа DC-8 под Джуннаром
Катастрофа DC-8 под Джуннаром — крупная авиационная катастрофа, произошедшая в  воскресенье 8 июля 1962 года. Авиалайнер Douglas DC-8-43 авиакомпании Alitalia выполнял международный пассажирский рейс AZ-771 по маршруту Бангкок — Бомбей (часть регулярного рейса из Сиднея в Рим), но при подходе к аэропорту назначения врезался в гору Давандячи в 11 км от Джуннара. Погибли все находящиеся на его борту 94 человека — 85 пассажиров и 9 членов экипажа. 
На тот момент это была крупнейшая авиакатастрофа в Индии.

## Самолёт
Douglas DC-8-43 с заводским номером 45631 и серийным 160 был выпущен 19 января 1962 года, то есть являлся новым. На нём были установлены четыре двухконтурных турбовентиляторных двигателя Rolls-Royce Conway 508-12. Авиалайнер изначально имел бортовой номер N809US, так как его заказчиком была североамериканская авиакомпания Northwest Orient Airlines. Однако в NOA данный самолёт не поступил, а вместо этого был приобретён итальянской авиакомпанией Alitalia, куда прибыл 24 марта и после перерегистрации получил бортовой номер I-DIWD; кроме того, он был единственным пассажирским DC-8 в авиапарке Alitalia, который не получил имени. Общий налёт самолёта составлял 964 часа 14 минут. По нему не было никаких замечаний, а вес и центровка находились в допустимых пределах. Он не был оборудован бортовыми самописцами, так как на то время их установка не была обязательной.

## Экипаж
- Командир воздушного судна (КВС) — 50-летний Луиджи Куаттрин (итал. Luigi Quattrin). Пилот с 1939 года, ветеран Второй мировой войны, в Alitalia с 1 сентября 1948 года[5]. Общий налёт 13 700 часов, из них на DC-8 — 1396 часов, в том числе 206 часов за последние 90 дней. В 1959—1960 годах совершил несколько полётов из Рима в Бомбей на поршневых DC-6/DC-7, но к востоку от Бомбея полёты на них не выполнял, поэтому в мае 1962 года совершил один ознакомительный полёт по маршруту Рим—Тегеран—Карачи—Бомбей—Бангкок и обратно. Ознакомительные полёты над Индией проходили в условиях хорошей погоды и половину времени ночью. Больше полётов из Бангкока в Бомбей не совершал[6].
- Второй пилот — 33-летний Уго Арканджели (итал. Ugo Arcangeli). Пилот с 1956 года. Общий налёт 3480 часов, из них вторым пилотом на DC-8 — 1672 часа, в том числе 219 часов за последние 90 дней[6].
- Бортинженер — 31-летний Лучано Фонтана (итал. Luciano Fontana). Общий налёт 4070 часов, из них на DC-8 — 386 часов, в том числе 192 часа за последние 90 дней[6].

В отличие от КВС, второй пилот и бортинженер ни разу не выполняли полёты на участке Бомбей—Бангкок, включая ознакомительные. Кабинный экипаж (бортпроводники) состоял из 6 человек.

## Катастрофа
Самолёт выполнял регулярный пассажирский международный рейс AZ-771, который начинался в Сиднее, после чего совершал промежуточные посадки в Дарвине, Сингапуре, Бангкоке, Бомбее, Карачи, Тегеране и заканчивался в Риме. В Бангкоке произошла смена экипажа, после чего ночью в 22:16  7 июля рейс 771 с 9 членами экипажа и 85 пассажирами на борту вылетел в Бомбей.
В 22:20 экипаж установил первый контакт с диспетчерским центром в Бомбее и доложил, что они следуют на эшелоне 360 (11 км), а ожидаемое время посадки (ETA) в Бомбее — 22:45, после чего запросил прогноз погоды на ETA. В 22:47 экипаж получил прогноз погоды от 22:30, а в 23:01 занял эшелон 350 (10,7 км). В 23:14 с самолёта доложили о прохождении Аколы на эшелоне 350 в 23:13 и расчётном времени прохождения Аурангабада в 23:26, после чего будет начато снижение. В 23:20 экипаж установил связь с диспетчером подхода и спросил, можно ли начать снижение с эшелона 350 до эшелона 200, после того как будет пройден Аурангабад. Ответ был положительным. В 23:24:36 с самолёта доложили о начале снижения, а минуту спустя диспетчер дал разрешение на снижение до эшелона перехода 4000 футов (1,2 км), эшелон полёта 55 (1,67 км). В 23:29 экипаж доложил, что для посадки выбирает полосу 27. Затем в 23:38:34 экипаж запросил разрешение выполнить на высоте 5000 футов разворот на 360° со снижением, чтобы выйти на внешний маркер и далее выполнить прямой заход на посадку. После положительного ответа (диспетчер не расслышал, что разворот будет со снижением), в 23:39:58 с борта самолёта было доложено о начале выполнения разворота на 360°. Это было последнее сообщение с рейса 771. После этого экипаж на вызовы уже не отвечал и на связь не выходил.
В регионе стояла глубокая ночь. Хотя газеты позже и писали о сильном дожде и шквалистом ветре, но по официальным данным грозовой активности не было. Согласно показаниям местных жителей, а также экипажа DC-4 компании Indian Airlines, в это время шёл небольшой дождь, однако никаких молний или аномальных погодных явлений не наблюдалось. Таким образом, погодные условия не были сложными. Затем, согласно показаниям местных жителей, в 00:10 8 июля на холме Давандячи (Davandyachi), что в 11 километрах северо-западнее города Джуннар у вершины возник огромный огненный шар, который словно подпрыгнул, после чего быстро погас. Летящий по курсу 240° рейс 771 на высоте 3600 футов (1097 метров, исходя из застывших показаний высотомера второго пилота) и в пяти милях севернее обычного маршрута врезался в пологий склон всего в пяти футах ниже её вершины, после чего отскочил вверх и взорвался. Обломки разлетелись по широкой площади и быстро потухли. Все 94 человека на борту при этом погибли. На тот момент авиакатастрофа была крупнейшей в Индии (в настоящее время — девятая), итальянской авиации (в настоящее время — третья) и самолётов DC-8 (в настоящее время — седьмая).

## Анализ
Оперативный план полёта был составлен в Бангкоке менеджером отделения Alitalia, который также выполнял обязанности полётного диспетчера. Как впоследствии утверждал данный менеджер, копия плана полёта была передана лично в руки командира экипажа. Стоит отметить, что на оставленном оригинале плана полёта отсутствовала подпись командира экипажа, что тот ознакомлен с планом, но в авиакомпании это и не было обязательным требованием. Также в ходе расследования не удалось обнаружить никаких доказательств, была ли копия плана полёта на борту, или отсутствовала. Однако было обнаружено различие между официальным планом полёта и составленным в авиакомпании. Так согласно официальному плану, горизонтальный полёт должен был сохраняться ещё 7 минут после прохождения Аурангабада, а снижение начиналось за 100 миль до аэропорта и продолжалось 13 минут. Однако в плане полёта, составленном компанией, снижение должно было начинаться спустя 3 минуты после Аурангабада и продолжаться 17 минут. А командир экипажа вообще запросил снижение сразу после Аурангабада и за 152 мили до аэропорта, отступив таким образом от обоих планов. Это могло быть вызвано отсутствием плана полёта на борту, так как из-за этого экипажу было гораздо сложнее ориентироваться.
Так как в радиосообщениях экипаж не упоминал какие-либо проблемы в работе самолёта, то технический отказ как причина катастрофы в этом случае был исключён, что подтвердило и изучение обломков. Диспетчер в Бомбее не мог контролировать местоположение самолёта, так как тот находился за пределами зоны радара. Однако в этом случае можно было использовать вторичное оборудование, чего диспетчер не сделал. Сама работа в диспетчерском центре Бомбея была плохо организована, хотя и не послужила причиной происшествия. В то же время диспетчер дал разрешение на снижение до эшелона перехода 4000 футов, тогда как самолёту ещё предстояло пересечь горную цепь Западные Гаты. Самая высокая вершина в данном секторе имела высоту 5400 футов (1650 метров) и находилась в 10 милях севернее трассы Аурангабад—Бомбей и в 55 милях севернее Бомбея. Дав разрешение на снижение до 4 тысяч футов, диспетчер таким образом запутал экипаж, тем самым нарушив правила ИКАО по предупреждению столкновений с землёй. Однако впоследствии суд оправдал диспетчеров, так как было установлено, что разрешение на снижение до 4000 футов не было преждевременным.
Высока вероятность того, что пилоты считали, что находятся гораздо ближе к Бомбею, чем на самом деле. Так снижение с эшелона 350 было начато в 18:24:36 за 20 минут до ETA, а высота 5000 футов была занята спустя 14 минут в 18:38:54 и за 6 минут до ETA (18:45 GMT), тогда как в плане компании было указано начинать снижение за 13 минут до посадки и в 100 милях от аэропорта. Далее экипаж продолжил снижение до высоты 3600 футов, тем самым нарушив не только правила авиакомпании Alitalia о минимальной высоте полёта 9000 футов (2743 метра), но и снизившись под эшелон перехода 4000 футов. Так как последним сообщением от экипажа было о начале выполнения разворота для выхода на внешний маркер. Таким образом, экипаж решил, что они находятся совсем близко от внешнего маркера, а потому и решили выполнить разворот, чтобы сбросить скорость. Но в процессе разворота авиалайнер оказался в зоне более высокой местности. Среди обломков была обнаружена топографическая карта, но не было доказательств того, что командир воспользовался ею.

## Причины
Было проведено в общей сложности 51 заседание и судебное слушание, а общий объём материалов расследования составил около 2300 машинописных страниц. В итоге виновником катастрофы был назван погибший командир рейса 771, который из-за навигационной ошибки начал преждевременное снижение ночью и в приборных условиях полёта. Не было найдено доказательств нахождения на борту плана полёта, также как и присутствия в прогнозе погоды информации о муссоне, что привело к дезориентированию экипажа на местности. Способствовали катастрофе отказ командира использовать для определения местоположения доступные навигационные объекты, нарушение предписанной минимальной высоты и то, что экипаж не был знаком с местностью (лишь командир совершил один ознакомительный полёт).